# 1849
- Wikisource

| Calendário gregoriano                                                        | 1849 MDCCCXLIX                      |
| Ab urbe condita                                                              | 2602                                |
| Calendário arménio                                                           | 1298 – 1299                         |
| Calendário bahá'í                                                            | 5 – 6                               |
| Calendário budista                                                           | 2393                                |
| Calendário chinês                                                            | 4545 – 4546 Início a 24 de janeiro  |
| Calendário copta                                                             | 1565 – 1566                         |
| Calendário etíope                                                            | 1841 – 1842                         |
| Calendários hindus - Vikram Samvat - Calendário nacional indiano - Cáli Iuga | 1904 – 1905 1770 – 1771 4949 – 4950 |
| Calendário Holoceno                                                          | 11849                               |
| Calendário islâmico                                                          | 1265 – 1266                         |
| Calendário judaico                                                           | 5609 – 5610                         |
| Calendário persa                                                             | 1227 – 1228 Início a 21 de março    |
| Calendário rúnico                                                            | 2099                                |
| Calendário solar tailandês                                                   | 2392                                |

1849 (MDCCCXLIX, na numeração romana) foi um ano comum do século XIX do Calendário Gregoriano, da Era de Cristo, e a sua letra dominical foi G (52 semanas), teve início numa segunda-feira e terminou também numa segunda-feira.
| Ano completo                         |
| ------------------------------------ |
| Ano comum com início à segunda-feira |

## Eventos

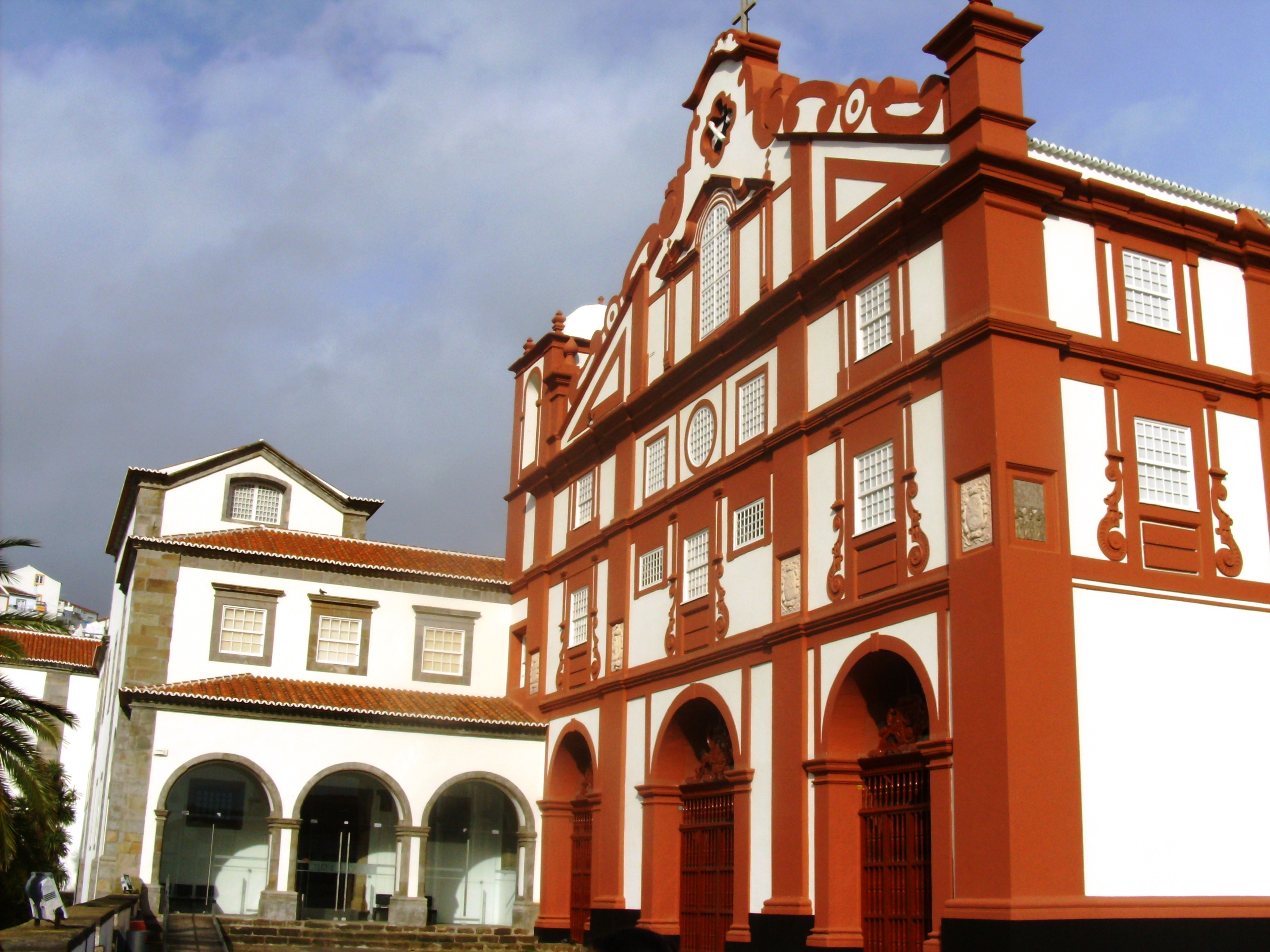
igreja de São Francisco, Angra do Heroísmo, Açores.

- Terramoto na ilha de São Miguel, Açores.
- O Governador civil de Angra, António José Vieira Santa Rita, manda colocar no interior da igreja de São Francisco uma lápide à memória do irmão de Vasco da Gama, Paulo da Gama, que morreu na ilha Terceira em 1499, de regresso da Índia.

## Março
- 4 de Março - Zachary Taylor toma posse como Presidente dos Estados Unidos.

## Abril
- 3 de Abril - A Vila de Nossa Senhora da Conceição da Parahiba de Jacarehy é elevada a categoria de Município pela Lei Provincial nº 17 passando a chamar-se apenas Jacarehy.

## Julho
- 1 de Julho - Queda da República Romana frente às tropas francesas.

## Setembro
- 10 de setembro - (segunda-feira), Inicio das peregrinações à freguesia da Serreta, ao Santuário de Nossa Senhora dos Milagres da Serreta.

## Dezembro
- 17 de Dezembro - Naufrágio da escuna "Sofia" que embate contra na encosta sul do Monte Brasil, Baía de Angra, ilha Terceira, Açores.
- 20 de Dezembro - Criação de dois comandos militares nos Açores, um na ilha Terceira e outro em São Miguel.

## Nascimentos
- 12 de Janeiro - Jean Béraud, pintor impressionista francês (m. 1935).
- 9 de Fevereiro – Giovanni Passannante, anarquista italiano (m. 1910).
- 25 de Abril - Felix Klein, matemático alemão.
- 12 de Junho - Dom Jerônimo Tomé da Silva, bispo brasileiro.
- 22 de julho - Emma Lazarus, poeta estadunidense (m. 1887).
- 15 de Agosto - Dom Antônio Manoel de Castilho Brandão, bispo brasileiro
- 15 de Agosto - Severo Fernández Alonso Caballero, presidente da Bolívia de 1896 a 1899 (m. 1925).
- 11 de Setembro - Beata Maria Serafina Micheli, freira visionária austríaca (m. 1911).
- 29 de Setembro - Dom Francisco do Rego Maia, bispo brasileiro (m. 1928).
- 29 de Novembro - John Ambrose Fleming, físico e engenheiro eletrônico britânico (m. 1945)
- 16 de Novembro - Raphael Augusto de Souza Campos, político brasileiro (m. 1913).
- 27 de Dezembro - José Manuel Pando Solares, presidente da Bolívia de 1899 a 1904 (m. 1917).
- Joaquim António da Fonseca Vasconcelos, historiador português (m. 1936).
- 12 de Julho - William Osler, médico canadense (m. 1919)

## Mortes
- 24 de março - Johann Wolfgang Döbereiner, químico alemão
- 4 de Abril - Mouzinho da Silveira, estadista português (n. 1780).
- 28 de maio - Anne Brontë, poetisa e romancista britânica (n. 1820)
- 15 de Junho - James Knox Polk 11° presidente dos Estados Unidos.
- 4 de Agosto - Anita Garibaldi - companheira de Giuseppe Garibaldi (n. 1821).
- 7 de outubro - Edgar Allan Poe, escritor (n. 1809).
- 17 de outubro - Frédéric Chopin, compositor e pianista polaco.

## Por tema
- 1849 na ciência
- 1849 na literatura
- 1849 na música
- 1849 na política